# Aya (album)
Pour les articles homonymes, voir Aya.
Albums de Aya Nakamura
Nakamura
(2018) DNK
(2023)
Singles
1. Jolie Nana
Sortie : 17 juillet 2020
2. Doudou
Sortie : 9 octobre 2020
3. Plus jamais (feat. Stormzy)
Sortie : 18 décembre 2020
4. Fly
Sortie : 17 mars 2021

Aya (stylisé en ΛYΛ) est le troisième album studio de la chanteuse française Aya Nakamura, sorti le 13 novembre 2020 sous les labels Rec. 118 et Warner Music France.
Il contient 15 titres, dont trois featurings, avec le rappeur français Oboy et les Britanniques Ms Banks et Stormzy , le dernier se classant dès sa sortie à la première place du classement français devenant alors le quatrième numéro un de la chanteuse après Djadja et Copines en 2018 et Jolie Nana quelques mois plus tôt.
L'album a été précédé par la sortie en single de deux de ses chansons : Jolie Nana et Doudou qui se hisseront, respectivement, à la première et la sixième place du classement français. À sa sortie, l'album se classe à la deuxième position du classement français devenant le deuxième album de la chanteuse à se classer le plus haut ; son quatrième album DNK s'étant classé en première position.

## Contexte et promotion
Le 15 octobre 2020, Aya Nakamura a annoncé l'album via ses comptes de réseaux sociaux. À propos du processus d'enregistrement, son producteur et petit ami Vladimir Boudnikoff a révélé : « On en a passé des jours, des nuits, des semaines de studio sur cet album. Et s’il y a une chose que je peux vous garantir, c'est qu'il y a un immense talent derrière cette femme. ». Aya Nakamura elle-même a expliqué : « Je me suis amusée, j'ai essayé plein de trucs, voulu tester des choses comme avec Doudou. J'ai hâte de voir le retour des fans parce que je pense qu'ils vont être surpris ». L'album a reçu des panneaux publicitaires sur Times Square à New York le 13 novembre 2020.

### Singles
Jolie Nana sert de premier single extrait de l'album, le single sort avant la sortie de l'album le 17 juillet 2020. Le single obtient le succès, atteignant la première place des classements en France et la deuxième place en Belgique francophone, ainsi que la 4e place en Suisse, le top 10 en Belgique néerlandophone et le top 20 aux Pays-Bas. Il sera certifié disque de diamant en France et disque de platine en Belgique.
Le deuxième single de l'album Doudou est sorti le 9 octobre 2020 et se classe directement à la sixième place du Top Singles à sa sortie. Il est certifié disque de platine en France.
La chanson Plus jamais en featuring avec le rappeur britannique Stormzy devient officiellement le troisième single de l'ère à la sortie du clip le 18 Décembre 2020. Il se hisse à sa sortie à la première place du Top Singles, et est certifié disque de platine en France.
En mars 2021, Aya dévoile le clip live inédit de Fly, qui devient donc officiellement le quatrième single d'exploitation de ce troisième album événement.

## Liste des pistes
| Édition numérique d'Aya | Édition numérique d'Aya     | Édition numérique d'Aya           | Édition numérique d'Aya                         | Édition numérique d'Aya | Édition numérique d'Aya | Édition numérique d'Aya | Édition numérique d'Aya | Édition numérique d'Aya | Édition numérique d'Aya |
| No                      | Titre                       | Auteur                            | Producteur(s)                                   | Durée                   |                         |                         |                         |                         |                         |
| ----------------------- | --------------------------- | --------------------------------- | ----------------------------------------------- | ----------------------- | ----------------------- | ----------------------- | ----------------------- | ----------------------- | ----------------------- |
| 1.                      | Plus jamais (feat. Stormzy) | - Aya Nakamura - Michael Omary    | - Heezy Lee - Timo - Black Yohda                | 2:55                    |                         |                         |                         |                         |                         |
| 2.                      | Tchop                       | Nakamura                          | - Julio Masidi - Trackstorm                     | 2:50                    |                         |                         |                         |                         |                         |
| 3.                      | Doudou                      | Nakamura                          | - Machynist - Ever Mihigo                       | 2:48                    |                         |                         |                         |                         |                         |
| 4.                      | Jolie Nana                  | Nakamura                          | - Isaac Luyindula - John Makabi - Julio Masidi  | 2:27                    |                         |                         |                         |                         |                         |
| 5.                      | Fly                         | Nakamura                          | - Aloïs Zandry - Machynist - Ever Mihigo        | 3:37                    |                         |                         |                         |                         |                         |
| 6.                      | Biff                        | Nakamura                          | Drama State                                     | 2:33                    |                         |                         |                         |                         |                         |
| 7.                      | Sentiments grandissants     | Nakamura                          | - Trackstorm - Julio Masidi                     | 2:21                    |                         |                         |                         |                         |                         |
| 8.                      | Love de moi                 | Nakamura                          | - Julio Masidi - Starow - Jedn                  | 2:36                    |                         |                         |                         |                         |                         |
| 9.                      | Ça blesse                   | Nakamura                          | - Heezy Lee - Timo                              | 2:36                    |                         |                         |                         |                         |                         |
| 10.                     | Mon chéri                   | Nakamura                          | - Machynist - Aloïs Zandry                      | 2:35                    |                         |                         |                         |                         |                         |
| 11.                     | Hot                         | Boudnikoff                        | - Guapo du Soeil - Some-1ne                     | 3:30                    |                         |                         |                         |                         |                         |
| 12.                     | Nirvana                     | - Nakamura - Boudnikoff           | - Le Side - Aloïs Zandry - Machynist - Some-1ne | 2:30                    |                         |                         |                         |                         |                         |
| 13.                     | La Machine                  | Nakamura                          | - Ever Mihigo - Some-1ne - Machynist            | 3:03                    |                         |                         |                         |                         |                         |
| 14.                     | Mon Lossa (feat. Ms Banks)  | - Nakamura - Thyra Oji            | - Isaac Luyindula - John Makabi - Julio Masidi  | 3:05                    |                         |                         |                         |                         |                         |
| 15.                     | Préféré (feat. Oboy)        | - Nakamura - Mihaja Ramiarinarivo | - Machynist - Aloïs Zandry                      | 2:54                    |                         |                         |                         |                         |                         |
| 42:25                   |                             |                                   |                                                 |                         |                         |                         |                         |                         |                         |

| Édition CD d'Aya | Édition CD d'Aya           | Édition CD d'Aya | Édition CD d'Aya    | Édition CD d'Aya | Édition CD d'Aya | Édition CD d'Aya | Édition CD d'Aya | Édition CD d'Aya | Édition CD d'Aya |
| No               | Titre                      | Auteur           | Producteur(s)       | Durée            |                  |                  |                  |                  |                  |
| ---------------- | -------------------------- | ---------------- | ------------------- | ---------------- | ---------------- | ---------------- | ---------------- | ---------------- | ---------------- |
| 16.              | Criminel (piste bonus)     | Nakamura         | - Axel Tony - Rdydy | 3:03             |                  |                  |                  |                  |                  |
| 17.              | Plus la même (piste bonus) | Nakamura         | Harrow Beats        | 2:30             |                  |                  |                  |                  |                  |
| 47:58            |                            |                  |                     |                  |                  |                  |                  |                  |                  |

## Titres certifiés en France
- Plus jamais (feat. Stormzy)  Diamant[15]
- Doudou  Diamant[16]
- Jolie Nana  Diamant[17]
- Fly  Platine[18]
- Nirvana  Or[19]
- La machine  Platine[20]
- Préféré (feat. Oboy)  Platine[21]
- Hot  Or

## Clips vidéo
- Jolie Nana : 17 juillet 2020
- Doudou :  9 octobre 2020
- Plus jamais (feat. Stormzy) : 18 décembre 2020
- Fly : 17 mars 2021

## Classements et certifications
| Classement (2020)             | Meilleure position |
| ----------------------------- | ------------------ |
| Belgique (Flandre Ultratop)   | 14                 |
| Belgique (Wallonie Ultratop)  | 2                  |
| Croatie (Top Lista)           | 25                 |
| Espagne (Promusicae)          | 71                 |
| France (SNEP)                 | 2                  |
| Pays-Bas (Mega Album Top 100) | 36                 |
| Suisse (Schweizer Hitparade)  | 8                  |

| Classement (2020)            | Position |
| ---------------------------- | -------- |
| Belgique (Wallonie Ultratop) | 104      |
| France (SNEP)                | 50       |

| Classement (2021)            | Position |
| ---------------------------- | -------- |
| Belgique (Wallonie Ultratop) | 39       |
| France (SNEP)                | 32       |

### Certification
| Pays          | Certification | Ventes  |
| ------------- | ------------- | ------- |
| France (SNEP) | 2 × Platine   | 200 000 |